# Фурдичко Орест Іванович
Фурдичко Орест Іванович (10 жовтня 1952, с. Стрільбичі, Старосамбірський район, Львівська область) — український експерт лісового господарства, доктор економічних наук, доктор сільськогосподарських наук, професор, політик, народний депутат України 3-го скликання. Директор Інституту агроекології і економіки природокористування НААНУ. Академік Лісівничої академії наук України (ЛАНУ), Української академії аграрних наук (2002). Вищим антикорупційним судом засуджений на 8 років тюрми із конфіскацією майна за хабарництво.

## Біографія
Фурдичко Орест Іванович народився 10 жовтня 1952 року в селі Стрільбичі Старосамбірського району Львівської області на Україні. Батько Іван Васильович Фурдичко (1921) і мати Михайлина (1927) з роду Бадівських мали 4 дітей: Марію (1948 року народження), Галину (1949), Василя (1960) і Ореста. У 1969 році закінчив Старосамбірську середню школу із золотою медаллю. У 1975 році закінчив Львівський лісотехнічний інститут (тепер — Національний лісотехнічний університет України, Львів). Спеціальність за дипломом про вищу освіту — «Лісове господарство», кваліфікація — «Інженер лісового господарства».
Трудову діяльність розпочав у 1975 році інженером у Турківському лісгоспзазі, у 1976 році — лісничий у Свірзькому лісництві Бібрського лісгоспзагу. Протягом 1981–1989 років був директором Сколівського держлісгоспу об'єднання «Львівліс». З 1990 по 1997 рік — генеральний директор Державного лісогосподарського об'єднання «Львівліс».
1992 року О. Фурдичко захистив дисертацію на здобуття наукового ступеня кандидата економічних наук за спеціальністю «Економіка, планування, організація управління народним господарством і його галузями» на тему «Резерви підвищення ефективності використання лісових ресурсів (на прикладі підприємств лісогосподарського комплексу)» у Львівському відділенні Інституту економіки НАН України.
Упродовж 1992–1997 років за сумісництвом працював у Львівському лісотехнічному інституті — старшим викладачем, доцентом, професором. У 1992—1995 роках науковий співробітник, Львівського відділення Інституту економіки НАНУ. У лютому 1993 року стає член-кореспондентом Української академії екологічних наук, у червні того ж року — академіком Академії економічних наук України, у листопаді — Лісівничої академії наук України. Керівництво аспірантурою проводить з 1993 року (пізніше й докторантурою). Під його науковим керівництвом підготовлено і захищено 8 кандидатських та 6 докторські дисертації.
Доктор економічних наук з 1995 року за спеціальністю 08.10.02 — територіальні системи та комплекси. Дисертація на тему «Ефективність використання ресурсо-виробничого потенціалу лісогосподарського комплексу» захищена в Інституті регіональних досліджень НАН України. Вчене звання професора присвоєно у 1997 році.
З 1995 року — провідний науковий співробітник Центру розвитку гірських територій Інституту регіональних досліджень НАН України, а з 1999 року — завідувач цього ж центру. У 2005–2012 роках — директор Інституту агроекології Української академії аграрних наук.
О. Фурдичко — голова Науково-методичного центру «Агроекологія» та президент Всеукраїнської громадської організації «Асоціація агроекологів України», член редколегій низки провідних часописів, сучасних наукових періодичних видань.
Підготовку фахівців здійснює за спеціальностями «екологія», «економіка природокористування та охорони навколишнього середовища». О. Фурдичко є головою спеціалізованої вченої ради Інституту агроекології і природокористування НААН у Києві (03.00.16 — екологія) та членом спеціалізованої вченої ради Інституту регіональних досліджень НАН України у Львові (08.10.01 — розміщення продуктивних сил і регіональна економіка). Науково-педагогічний стаж роботи — понад 20 років.
30 липня 2021 року Вищий Антикорпційний суд України (колегія суддів: Олег Коліуш, Ярослав Шкодін та Олег Ткаченко) засудиди Фурдичка О. І. до 8 років позбавлення волі з конфіскацією всього майна за неправомірну вигоду (хабар) 300 тис. дол. Станом на 2021 рік державний службовець і академік, в минулому народний депутат України, Фурдичко Орест Іванович володів 9-ма квартирам, 2-ма будинками, 3-ма автомобілями та отримував високі зарплати, пенсії та допомоги (сумарно 900 тис. грн на рік).

## Політична кар'єра
У 1990 році був обраний депутатом Львівської обласної ради народних депутатів, переобрано у 1994 році. У 1994–1997 роках — голова комісії з питань екології. У 1997–1998 роках голова Львівської обласної ради.
З березня 1998 по квітень 2002 — народний депутат України 3-го скликання. Самовисування по округу № 125, на той час голова Львівської облради, член Аграрної партії України. У Верховній Раді перебував у фракції Народно-демократичної партії, ґрупі «Трудова Україна» (з квітня по грудень 1999 року), ґрупі «Відродження реґіонів» (з грудня 1999 по квітень 2001), фракції партії «Демократичний союз» (з квітня по липень 2001), фракції «Регіони України» (з листопада 2001). Обіймав посаду першого заступника голови комітету з питань екологічної політики, природокористування й подолання наслідків аварії на Чоронобильській АЕС. За його безпосередньої участі ініційовано розробку низки законопроєктів, які мають важливе значення для розвитку лісової галузі: «Про мисливське господарство та полювання», «Про мораторій на проведення суцільних рубок на гірських схилах в ялицево-букових лісах Карпатського регіону», «Про внесення змін та доповнень до Закону України „Про статус гірських населених пунктів в Україні“», «Про Червону книгу України», «Про тваринний світ». За період 1998—2002 років Фурдичко О. І. став автором і співавтором 60 законопроєктів і постанов Верховної Ради України. Брав активну участь у розробці Національної програми збереження біорізноманіття на 2000—2015 роки і низки міжнародних конвенцій з охорони довкілля.
2002–2004 роки — перший заступник голови Державного комітету лісового господарства України.
2004–2005 роки — перший заступник міністра охорони навколишнього природного середовища України у зв'язках з Верховною Радою України.
У 2006 році балотувався у народні депутати до Верховної Ради України від Виборчого блоку політичних партій Б. Олійника та М. Сироти, під № 14 (на час виборів обіймав посаду директора Інституту агроекології УААН).
Володіє польською і німецькою мовами.
Голова української філії Міжнародного благодійного фонду допомоги дітям за катастроф і війн, Фонду розвитку Бойківщини.

## Наукова діяльність
Наукова діяльність О. Фурдичка спрямована на розроблення еколого-економічних засад збалансованого розвитку агропромислового виробництва, землекористування і сільських територій, наукових основ сталого розвитку агроекосистем України, фундаментальні і прикладні дослідження з проблем раціонального природокористування та охорони навколишнього середови-ща, еколого-економічної оцінки використання природних ресурсів, зменшення негативного впливу господарської діяльності на довкілля.
Є автором понад 250 наукових праць, у тому числі 10 монографій, 3 навчальних посібників, 4 підручників, методичних розробок, 4 авторських свідоцтв.
- «Ефективність ресурсо-виробничого потенціалу лісогосподарського комплексу» — покладено в основу затвердженої Кабінетом Міністрів України «Програми розвитку лісогосподарського і лісопромислового комплексів України на період до 2015 року»[6];
- «Ліс і рекреація в лісі»;
- «Узлісся» (екологія, функції та формування) (1993, співавтор);
- «Лісовими стежками Львівщини» (1995, співавтор);
- «Історія лісництва України» (1995, співавтор);
- «Ефективність ресурсо-виробничого потенціалу лісогосподарського комплексу» (1995);
- «Лікарські та медоносні рослини Галичини» (1998, співавтор);
- «Першопостаті української лісівничої практики і освіти. Проблеми лісівничої освіти» (1999, співавтор);
- «Карпатські ліси: проблеми екологічної безпеки і сталого розвитку» (2002);
- «Критерії та індикатори сталого розвитку лісової галузі України» (2003).

## Нагороди
- 1996 — Заслужений працівник сільського господарства України[13],
- 1998 — Орден «За заслуги» III ступеня[14],
- 1999 — Орден «За заслуги» II ступеня[15],
- 2002 — Почесна грамота Кабінету Міністрів України[16],
- 2002 — Почесна грамота Верховної Ради України,
- 2002 — Почесна відзнака Держкомлісгоспу України,
- 2007 — Почесна відзнака НААНУ,
- 2007 — Трудова відзнака «Знак пошани» МАП України,
- 2009 — Орден «За заслуги» I ступеня[17],
- 2012 — Почесна грамота Верховної Ради України,
- 2012 — Почесна відзнака Національної академії наук України «За наукові досягнення»,
- 2012 — Нагрудний знак Державного агентства водних ресурсів України,
- 2014 — Лауреат Державної премії України в галузі науки і техніки[18],
- 2017 — Орден князя Ярослава Мудрого V ступеня[19].

## Скандали
З часів роботи у Верховній Раді між О. Фурдичком і Анатолієм Дейнекою, начальником Львівського обласного управління лісового та мисливського господарства, точилися чвари за вплив на лісове господарство Львівської області.
30 грудня 2017 року затриманий детективами НАБУ під час отримання частини хабаря у розмірі 300 000 $. За даними Національного антикорупційного бюро України Фурдичко, діючи у змові з колишнім директором підприємства «Сател Українка», вимагав 500 000 $ за обіцянку не перешкоджати законній діяльності приватному підприємцю (засновникові компанії «Сател Українка»), пов'язаній із використанням земель фонду Національної академії аграрних наук України (не розривати договір спільної діяльності із будівництва житлового комплексу на земельній ділянці Інституту). Затриманий за ст.368 ч.3 ККУ «Одержання хабара в особливо великому розмірі або службовою особою, яка займає особливо відповідальне становище» — карається позбавленням волі на строк від 8 до 12 років з конфіскацією майна". 12 січня 2018 у ЗМІ розповсюдили інформацію, що Солом'янський районний суд Києва не відсторонив його від посади директора Інституту агроекології, також О. Фурдичку було обрано запобіжний захід у вигляді тримання під вартою терміном 60 діб із альтернативою застави в 3 млн гривень, а його співучаснику — тримання під вартою з альтернативою застави в 1 млн гривень.
30 липня 2021 року Вищий антикорупційний суд у складі Олега Коліуша, Ярослава Шкодіна та Олега Ткаченка визнали 68-річного Ореста Фурдичка винним у хабарництві та засудили до восьми років тюрми з конфіскацією майна. Йому також заборонили обіймати певні посади протягом трьох років.

## Родина
Від першого шлюбу з Любов'ю Євгенівною Фурдичко (1957), економіст, доцент Львівського банківського інституту, має двох синів: Любомира (1977) — лікаря-хірурга, Андрія (1980) — співака, юриста за фахом;. 2010 року одружився вдруге на Дребот Оксані Іванівні (1971), співробітниці Інституту агроекології і економіки природокористування НААН України.